# Michael Jackson (író)
Michael Jackson (Leeds, 1942. március 27. – London, 2007. augusztus 30.) angol író és újságíró. A sört és a whisky-t népszerűsítő könyvei tették őt világszerte ismertté.
Könyvei több, mint 3 millió példányszámban keltek el a világ számtalan országában és mintegy 20 különböző nyelvre fordították le azokat. Az 1970-es években az Amerikai Egyesült Államokban kezdett abba a munkába, amelynek köszönhetően ma a sörök és sörfőzdék iránti érdeklődés világszerte reneszánszát éli. Neki köszönhetjük a sörfajták ma is használt kategorizálását. A "The Beer Hunter (A sörvadász)" című nagy hatású televíziós sorozatát 15 országban mutatták be.
Michael Jackson maradandót alkotott a malátawhiskyk ismertetésében is, az 1989-ben megjelent Michael Jackson's Malt Whisky Companion című műve kategóriájának legnagyobb példányszámban eladott könyve lett.

## Magyarul
- London; idegenforgalmi kieg. Koronczi Katalin, társszerző John Roberts, Fiona Duncan, Leonie Glass, ford. Halászi Csilla; Ikon, Bp., 1991 (Az American Express zsebútikönyve)
- Sör világkalauz; ford. Kiss Tamás, magyar kieg. Kozmáné Oláh Júlia; Origo Könyvek, Bp., 1995
- Sör lexikon; ford. Simon Éva, Hídvégi Ágnes; Aréna 2000, Bp., 2004
- Whisky. A scotch és a bourbon világa; ford. Pordán Ferenc, Lukács Gyula; Ikar, Bp., 2006
- Sör; főszerk. Michael Jackson, ford. Helyes Zoltán; Mérték, Bp., 2008

## Fordítás
- Ez a szócikk részben vagy egészben  a   Michael Jackson (writer) című angol Wikipédia-szócikk ezen változatának fordításán alapul.  Az eredeti cikk szerkesztőit annak laptörténete sorolja fel. Ez a jelzés csupán a megfogalmazás eredetét és a szerzői jogokat jelzi, nem szolgál a cikkben szereplő információk forrásmegjelöléseként.